# Mamadou Bah (Schwimmer)
Mamadou Bah (* 9. Januar 1999) ist ein guineischer Schwimmer.

## Karriere
Bah nahm erstmals 2018 im Rahmen der Kurzbahnweltmeisterschaften in Hangzhou an internationalen Schwimmwettkämpfen teil. Im Folgejahr schloss sich eine Teilnahme an den Weltmeisterschaften in Gwangju an. 2021 startete der Guineer bei den Olympischen Spielen in Tokio. Dort erreichte er über 50 m Freistil Rang 61. Im weiteren Verlauf des Jahres folgten Teilnahmen an den Afrikanischen Schwimmmeisterschaften in Accra und den Kurzbahnweltmeisterschaften in Abu Dhabi.